# Fayet-le-Château
Fayet-le-Château là một xã ở tỉnh Puy-de-Dôme trong vùng Auvergne-Rhône-Alpes miền trung nước Pháp. Xã này nằm ở khu vực có độ cao trung bình 650 mét trên mực nước biển.